# Bane (DC Comics)
Bane, vagy az 1997-ben készült Batman és Robin filmben Átok vagy Romboló , valódi neve nem ismert, annyit tudni, hogy vezetékneve Dorrance, egy kitalált szereplő, a DC Comics képregényeiben. Első megjelenése a Batman: Vengeance of Bane 1. számában volt, 1993 januárjában.

## Jellemzése
Bane egy köztörvényes elítélt, akin kísérleteket végeztek, hogy előállítsák a tökéletes katonát. A kísérlet jól sikerült így Átok emberfeletti erőre tett szert, erejét kígyóméreg adagolással tudja növelni. Ennek köszönhetően meg tudott szökni a börtönből, és azóta bérgyilkosként tevékenykedik. Ereje meghaladja Gyilkos Krok erejét is, és fizikailag a sorozat legerősebb ellenfele. Batman is csak nagy nehézségek árán tudja legyőzni.
A nyers erő mellett intelligenciája is kimagasló: könnyedén tudja manipulálni embertársait. Követőinek a romboláson és a halálon kívül mást nem tud és nem is akar ígérni, mégis szemrebbenés nélkül követik őt.

## Kinézete
Arca maszkkal van eltakarva, illetve ehhez csatlakoztatva két csövön át adagolja magának az erejét adó kígyómérget. Fizikailag jól megtermett, méretei egy átlagemberének a többszörösei.

## Más médiumokban
Az 1995-ös The New Batman Adventuresben című animációs sorozatban is feltűnik, majd szerepel az 1997-es Batman és Robin című filmben, itt Robert Swenson alakítja, majd a 2012-es A sötét lovag – Felemelkedés című filmben is, itt Tom Hardy kelti életre a karaktert. 2019-ben a Gotham című televíziós sorozat ötödik évadában is feltűnt, ahol Shane West játszotta.

## Külső hivatkozások
- Bane at the DC Database Project